# Tanya Dangalakova
Tanya Dangalakova (n. 30 iunie 1964, Sofia, Republica Populară Bulgaria) este o înotătoare ce a reprezentat Bulgaria, medaliată olimpică. A participat la 2 ediții ale Jocurilor Olimpice (1980, 1988) în care a câștigat o medalie de aur.